# 社会民主同盟 (アイスランド)
社会民主同盟（しゃかいみんしゅどうめい、Samfylkingin）は、アイスランドの社会民主主義政党。社会主義インターナショナル加盟政党。
政策は新自由主義に反対し、EU加盟賛成、NATOとは距離を置く。
前身の社会民主党は主要政党として何度も政権入りしている。

## 概要
1999年のアルシング選挙に際し、それまでアイスランドに存在していた四つの左派政党（社会民主党、人民同盟、女性同盟、国民運動）の政党連合として発足し、翌年正式に合併。アイスランドの左派勢力はアメリカ軍基地問題を巡って激しい内部争いがあったが、独立党に対抗すべく大同団結した。合併の際、人民同盟、女性同盟の一部の議員が離脱し左翼環境運動を結成し、現在に至る。
2009年4月25日に行われた総選挙で初の第1党。左翼環境運動との連立によりアイスランド史上初の左派連立政権が誕生した。アルシングの任期満了に伴って2013年4月27日の総選挙では前回選挙で得た半数以下となる9議席の獲得に留まり敗北。過半数を得た独立党と進歩党による、シグムンドゥル・ダーヴィド・グンロイグソン（進歩党党首）を首班とする連立政権を5月に発足させたことで下野した。2021年総選挙では6議席を獲得し、人民党、海賊党と並んで第4党となった。2024年総選挙では15議席を獲得し、一気に議会内の最大勢力となった。

## 歴代委員長
| 氏名                             | 在任期間  |
| -------------------------------- | --------- |
| Margrét Frímannsdóttir           | 1999–2000 |
| オッシュル・スカルプヘイジンソン | 2000–2005 |
| Ingibjörg Sólrún Gísladóttir     | 2005–2009 |
| ヨハンナ・シグルザルドッティル   | 2009–2013 |
| アルニ・パル・アルナソン         | 2013–2016 |
| Oddný Guðbjörg Harðardóttir      | 2016-2016 |
| Logi Már Einarsson               | 2016-2022 |
| クリストルン・フロスタドッティル | 2022-現在 |